# Bagre panamensis
Bagre panamensis is een straalvinnige vissensoort uit de familie van christusvissen (Ariidae). De wetenschappelijke naam van de soort is voor het eerst geldig gepubliceerd in 1863 door Gill.
De soort staat op de Rode Lijst van de IUCN als niet bedreigd, beoordelingsjaar 2007.